# WrestleWar 1991
WrestleWar 1991: WarGames si svolse il 24 febbraio 1991 presso l'Arizona Veterans Memorial Coliseum di Phoenix (Arizona). Si trattò di un evento in pay-per-view prodotto dalla World Championship Wrestling, terza edizione della serie WrestleWar. Fu la prima edizione a non essere prodotta dalla WCW in collaborazione con la National Wrestling Alliance.

## Evento
L'edizione 1991 di WrestleWar fu la prima nella quale la WCW organizzò un WarGames match al di fuori dello show Great American Bash. L'incontro fu uno Steel cage match su due ring con due squadre di wrestler ad affrontarsi. Nel War Games match i Four Horsemen (Ric Flair, Barry Windham, Sid Vicious) & Larry Zbyszko sconfissero Sting, Brian Pillman, & The Steiner Brothers (Rick & Scott). Il match terminò quando Sid Vicious colpì ripetutamente Brian Pillman con delle powerbomb, inclusa una effettuata sulla cima della gabbia dove Pillman batté la testa sul rivestimento d'acciaio. Impossibilitato a continuare l'incontro, Pillman venne soccorso da El Gigante che subentrò al suo posto nel ring. Questo fu in realtà un evento predeterminato per permettere una sconfitta "decorosa" al team capeggiato da Sting, e per accrescere la reputazione di heel di Sid Vicious. Zbyszko non era tecnicamente un membro dei Four Horsemen all'epoca, ma lottò come sostituto dell'infortunato Arn Anderson.
Altri match notevoli della serata furono l'incontro tra Stan Hansen e Big Van Vader, che terminò in doppia squalifica dopo che entrambi i wrestler avevano gettato l'arbitro fuori dal ring per proseguire la rissa; la difesa del titolo WCW United States Heavyweight Championship da parte di Lex Luger che sconfisse Dan Spivey; ed il tag team match The Freebirds (Jimmy Garvin & Michael Hayes) contro i Doom (Butch Reed & Ron Simmons) per i titoli WCW World Tag Team Championship. Al termine del match, gli sconfitti Doom, dopo la perdita dei titoli di coppia, si separarono e Ron Simmons effettuò un "turn face" diventando un beniamino dei fan. Sei giorni prima dell'evento, i Fabulous Freebirds avevano già lottato in un match contro gli Steiner Brothers perdendo le cinture, ma l'incontro non era stato ancora trasmesso in Tv.

## Risultati
| N. | Match | Stipulazione                                                          | Durata |
| -- | --- | --------------------------------------------------------------------- | ------ |
| 1  | Eddy Guerrero & Ultraman sconfiggono Huichol & Rudy Boy | Tag team match                                                        | 07:39  |
| 2  | Ricky Morton, Tommy Rich & Junkyard Dog (c) sconfiggono Big Cat, The State Patrol (Lt. James Earl Wright) & Sgt. Buddy Lee Parker)                                                   | Six-man tag team match per il WCW World Six-Man Tag Team Championship | 09:54  |
| 3  | Bobby Eaton sconfigge Brad Armstrong | Single match                                                          | 12:51  |
| 4  | Itsuki Yamazaki & Mami Kitamura sconfiggono Miki Handa & Miss A | Tag team match                                                        | 06:47  |
| 5  | Dustin Rhodes sconfigge Buddy Landel | Single match                                                          | 06:33  |
| 6  | The Young Pistols (Steve Armstrong & Tracy Smothers) sconfiggono The Royal Family (Jack Victory & Rip Morgan)                                                                        | Tag team match                                                        | 12:05  |
| 7  | Terry Taylor (con Alexandra York) sconfigge The Z-Man | No Disqualification match                                             | 10:59  |
| 8  | Big Van Vader contro Stan Hansen termina in doppia squalifica | Single match                                                          | 06:21  |
| 9  | Lex Luger (c) sconfigge Dan Spivey | Single match per il WCW United States Heavyweight Championship        | 12:52  |
| 10 | The Freebirds (Jimmy Garvin & Michael Hayes) (con Big Daddy Dink & Diamond Dallas Page) sconfiggono Doom (Butch Reed & Ron Simmons) (c) (con Teddy Long)                             | Tag team match per il WCW World Tag Team Championship                 | 06:56  |
| 11 | The Four Horsemen (Barry Windham, Ric Flair & Sid Vicious) e Larry Zbyszko (con Arn Anderson) sconfiggono Brian Pillman, The Steiner Brothers (Rick Steiner & Scott Steiner) e Sting | WarGames match                                                        | 21:50  |